# Leistungsgewandelte
Als Leistungsgewandelte werden Mitarbeiter eines Betriebs mit Tätigkeitseinschränkungen aufgrund einer ärztlich attestierten irreversiblen Krankheit bezeichnet. Bei vielen von ihnen hat ein Unfall oder eine Erkrankung eine dauerhafte Behinderung verursacht. 
Über 95 % der Schwerbehinderten sind leistungsgewandelte Personen. Bei 85 % von ihnen sind Krankheiten die Ursache dafür. Fast die Hälfte davon sind Erkrankungen des Skelettsystems (zum Beispiel Erkrankungen der Bandscheiben), gefolgt von Herzkreislauferkrankungen und psychischen Erkrankungen.
Aus der Sicht der Arbeitssicherheit sind zwei Aspekte von Bedeutung:
- Vermeidung von betriebsbedingten Erkrankungen und Unfällen, die zur Leistungsminderung oder Wandlung führen können.
- (Wieder-)Eingliederung von leistungsgewandelten Personen nicht nur aus sozialen Gründen, sondern weil leistungsgewandelte Personen zum Teil firmenbezogenes Wissen, bzw. Fachkenntnisse mitbringen und so dem Fachkräftemangel entgegengewirkt werden kann.